# Црква Вазнесења Господњег у Смиловцима
Црква Вазнесења Господњег у Смиловцима, насељеном месту на територији  општине Димитровград, православни је храм који припада Епархији нишкој Српске православне цркве.
Црква посвећена Вазнесењу Господњем је Саборни храм некада главног села области Забрђе. Саграђена на сеоском гробљу, а због лошег стања 1912. године, после Првог светског рата сагарђен је нови храм, а гробље измештено југоисточно, да би 1928. године био освећен и двориште ограђено 1934. године.
Црква је поново обновљена из темеља у периоду од 1993. до 1994. године, направљен је нови иконостас, али још увек није незавршен. Поред храма налази се звонара. После задње обнове није освећен.